# Angel of Death
Angel of Death is een controversieel nummer van de Amerikaanse metalband Slayer, afkomstig van het album Reign in Blood. Het nummer werd op 7 oktober 1986 op single uitgebracht.
De plaat wordt geprezen vanwege de muzikale bijdrage die de plaat aan het muziekgenre thrashmetal heeft geleverd.
Het nummer begint met een gitaarriff, gevolgd door drums en een hoge schreeuw van Tom Araya, die lijkt op een hoge noot van een gitaar, maar herkenbaar wordt als geschreeuw wanneer de stem omlaag gaat. Het is een snel en agressief nummer. Halverwege wordt het tempo trager. Vervolgens wordt het tempo opgevoerd en zijn vijf gitaarsolo's te horen, afwisselend gespeeld door Jeff Hanneman en Kerry King.
De tekst gaat over de Duitse kamparts en 'engel des doods' Josef Mengele en zijn praktijken in Auschwitz. De plaat leidde tot ophef doordat de daden van Mengele in de tekst niet worden veroordeeld. Het nummer werd geschreven door gitarist Jeff Hanneman. Het feit dat Hanneman nazirelikwieën spaarde, veroorzaakte nog meer ophef. Uiteindelijk verklaarde Hanneman in een interview dat de werken van Ira Levin een inspiratiebron voor het nummer waren geweest. Hij zei ook dat hij veel boeken over Mengele las omdat die volgens hem "erg ziek was". Toen hem werd gevraagd waarom de tekst nauwelijks kritiek op Mengele bevatte, antwoordde hij: "Ik weet wel waarom mensen het verkeerd uitleggen: omdat ze er een schrikreactie van krijgen. Als ze de tekst lezen, staat er nergens echt in dat ik geschreven heb dat hij een slecht mens was, omdat dat volgens mij – nou, spreekt dat niet voor zich? Dat zou ik toch niet hoeven te vertellen?"
Daarbij komt dat de producent van de band, Rick Rubin, van joodse afkomst is, zanger-bassist Tom Araya een Chileen en drummer Dave Lombardo een Cubaan.
In Nederland werd de plaat destijds regelmatig gedraaid op Radio 3 maar bereikte desondanks niet de destijds twee hitlijsten op de nationale popzender: de Nationale Hitparade en de Nederlandse Top 40. Ook de Europese hitlijst op Radio 3, de TROS Europarade, werd niet bereikt.
Ook in België werden de beide Vlaamse hitlijsten niet bereikt. 
Na een Facebook-actie van een Slayerfan uit Breda verwierf Angel of Death in december 2012 als vrije keuzeplaat een 199e positie in de jaarlijkse NPO Radio 2 Top 2000.

## Hitnoteringen

### NPO Radio 2 Top 2000
| Nummer met noteringen in de NPO Radio 2 Top 2000 | '12 | '13 | '14 | '15 | '16 | '17 | '18 | '19 | '20 | '21 | '22 | '23 | '24 |
| ------------------------------------------------ | --- | --- | --- | --- | --- | --- | --- | --- | --- | --- | --- | --- | --- |
| Angel of Death                                   | 199 | -   | 210 | 171 | 190 | 229 | 222 | 215 | 298 | 303 | 249 | 247 | 243 |

1. ↑  Een '-' betekent dat het nummer niet was genoteerd en een vetgedrukt getal geeft de hoogste notering aan.
2. ↑  2012 was het eerste jaar met een notering voor dit nummer.